# Golfo de Gela

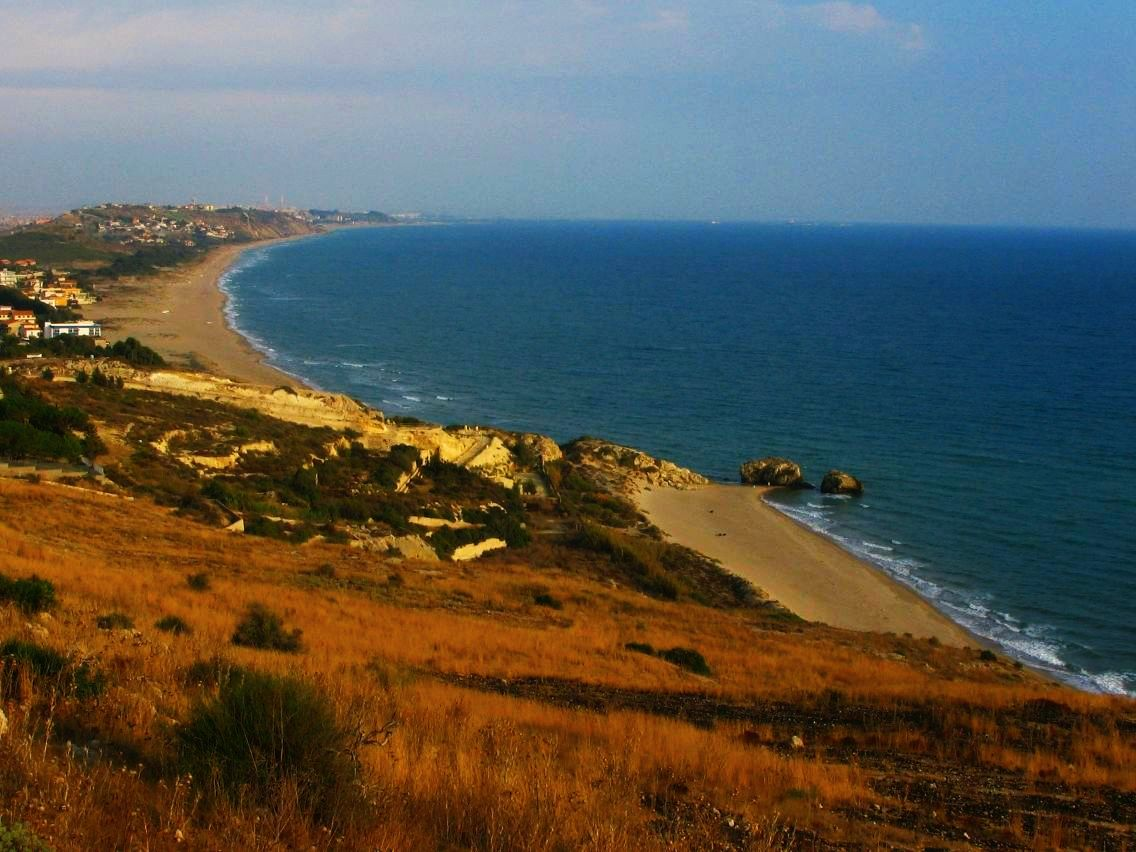
La costa cerca de la localidad de Manfria (al fondo, la refinería de Gela

El golfo de Gela (del italiano: Golfo di Gela) es un golfo del mar Mediterráneo, localizado en la costa meridional de la italiana isla de Sicilia, siendo el más grande de la isla. Está en el tramo de costa comprendido entre punta Braccetto, al este, y la ciudad de Licata (39.091 hab. en 2005), al oeste. Toma el nombre de la ciudad de Gela (77.260 hab.), aunque a veces también se le conoce como golfo de Terranova. 

## Geografía
El golfo está orientado al suroeste, con una boca de unos 64 km y pertenece a tres de las provincias sicilianas: Agrigento, Caltanissetta y Ragusa.
La costa, caracterizada por sus típicas formaciones dunales cubiertas de Macchia mediterranea, es baja y arenosa. En algunos tramos, la playa está precedida por altos muros de piedra caliza o arcillosos. En el golfo desembocan varios cursos de agua: Salso, Comunelli, Gela, Dirillo y torrentes de las dos Rocche, Rabbito, Gattano. 
En el golfo de Gela hay varias puertos: puerto refugio de Gela (utilizado por las pequeñas embarcaciones), puerto Isla de Gela (usado por la petroquímica del centro de la ciudad, en especial para buques tanque), y el puerto de Licata. 
Entre los monumentos erigidos en la costa del golfo se encuentran la torre Manfria (municipio de Gela), y el castillo Falconara (municipio de Butera). Hacia el este, hacia Scoglitti, se encuentra también la "reserva natural orientada" de Biviere de Gela. Algunas localidades balneario,  frecuentadas en verano, son Manfria, Roccazzelle, Scoglitti, Macconi y Macchitella.

## Historia
Durante la II Guerra Mundial, el  10 de julio de 1943, en este golfo se produjo un desembarco de tropas anglo-americanas.